# Copa Glencairn

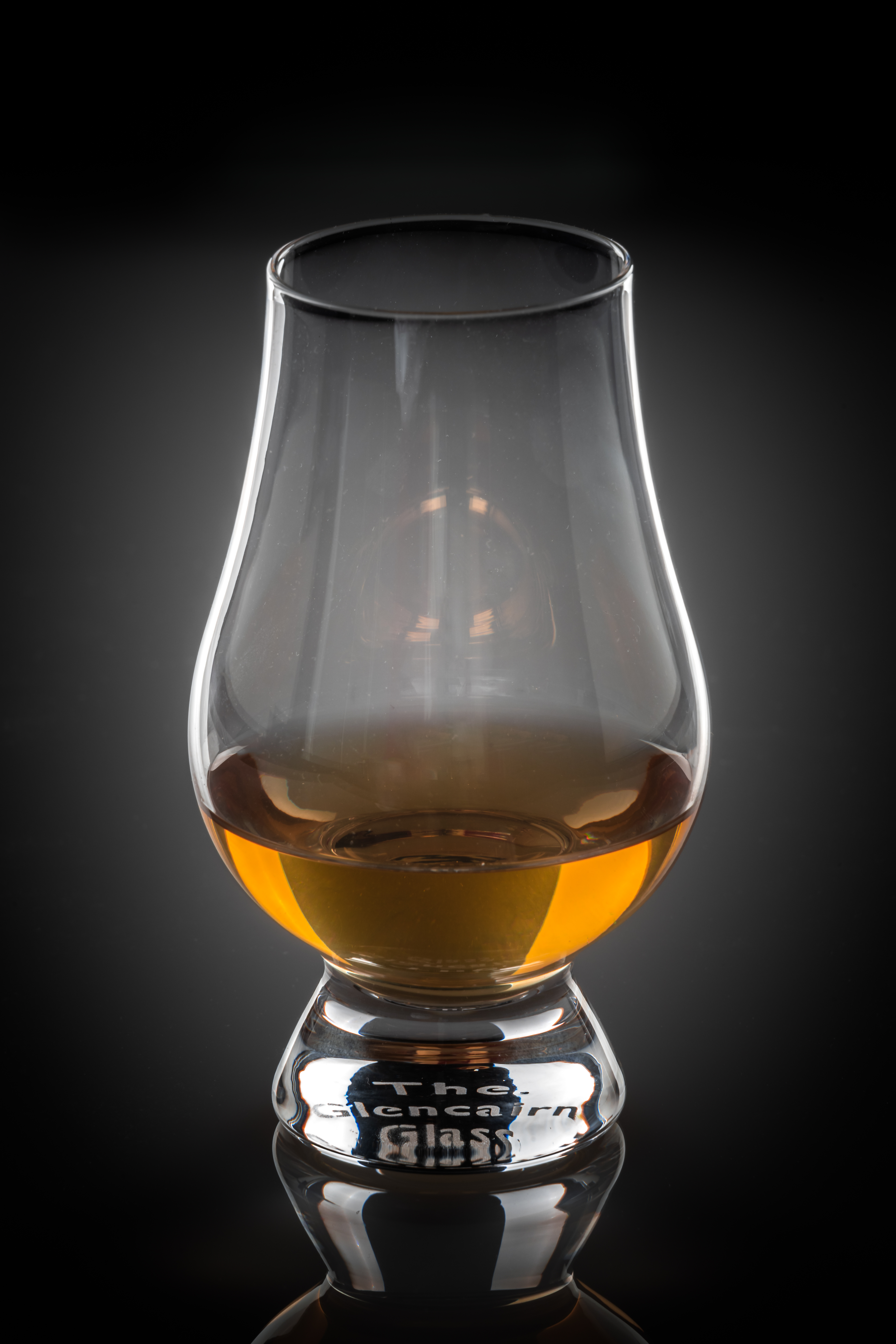
Una copa Glencairn.

La copa Glencairn es una copa de cristal para whisky desarrollada en 2002 por la empresa escocesa Glencairn Crystal. En 2006, fue ganadora del Queen's Awards for Enterprise, la distinción más alta de la industria del Reino Unido.
La forma de la copa hace que el contenido de whisky en su cáliz se evapore rápidamente , mientras el aroma se eleva concentrándose en boca angosta , la hace ideal para catadores y admiradores de esta bebida.
Aunque no es la única copa diseñada expresamente para el whisky, es utilizada por todas las destilerías de Escocia y de Irlanda.